# Barylypa andalusiaca
Barylypa andalusiaca är en stekelart som först beskrevs av Gabriel Strobl 1904.  Barylypa andalusiaca ingår i släktet Barylypa och familjen brokparasitsteklar. Inga underarter finns listade.